# Baryphymula kamakuraensis
Baryphymula kamakuraensis är en spindelart som först beskrevs av Ryoji Oi 1960.  Baryphymula kamakuraensis ingår i släktet Baryphymula och familjen täckvävarspindlar. Inga underarter finns listade.